# Istanbul Cup
Istanbul Cup, oficiálně se jménem sponzora TEB BNP Paribas Tennis Championship Istanbul, je tenisový profesionální turnaj žen na okruhu WTA Tour, patřící od sezóny 2021 do kategorie  WTA 250, která nahradila International. V letech 2011–2013 byl pro istanbulské dějiště Turnaje mistryň vyřazen z kalendáře WTA Tour a v sezóně 2014 se na herní listinu vrátil.
Turnaj byl založen v sezóně 2005. Do roku 2009 probíhal venku na otevřených antukových dvorcích v kategorii Tier III. Mezi lety 2009–2015 se odehrával na tvrdém povrchu, aby se od sezóny 2016 vrátil opět na antuku areálu Spor Toto Tennis Park. Kapacita víceúčelového centrálního dvorce činila osm tisíc diváků. V roce 2020 se přestěhoval do střediska Turecké tenisové federace, TTF Istanbul Tennis Center.
Do dvouhry nastupuje třicet dva singlistek a čtyřhry se účastní šestnáct párů. Na Istanbul Cupu 2016 se Çağla Büyükakçay stala první Turkyní na okruhu WTA Tour, která si zahrála semifinále i finále dvouhry a získala singlový titul.
Hlavním partnerem turnaje se v roce 2015 stala turecká banka Türk Ekonomi Bankası (TEB) ze skupiny francouzského bankovního domu BNP Paribas, jejíž jméno nese oficiální název. Istanbul do roku 2018 také hostil mužský turnaj na okruhu ATP Tour Istanbul Open.

## Přehled finále

### Dvouhra
| Rok  | vítězka                            | finalistka                         | výsledek                           |
| ---- | ---------------------------------- | ---------------------------------- | ---------------------------------- |
| 2005 | Venus Williamsová                  | Nicole Vaidišová                   | 6–3, 6–2                           |
| 2006 | Šachar Pe'erová                    | Anastasija Myskinová               | 1–6, 6–3, 7–6(7–3)                 |
| 2007 | Jelena Dementěvová                 | Aravane Rezaïová                   | 7–6(7–5), 3–0skreč                 |
| 2008 | Agnieszka Radwańská                | Jelena Dementěvová                 | 6–3, 6–2                           |
| 2009 | Věra Duševinová                    | Lucie Hradecká                     | 6–0, 6–1                           |
| 2010 | Anastasija Pavljučenkovová         | Jelena Vesninová                   | 5–7, 7–5, 6–4                      |
| 2011 | nehráno pro WTA Tour Championships | nehráno pro WTA Tour Championships | nehráno pro WTA Tour Championships |
| 2012 | nehráno pro WTA Tour Championships | nehráno pro WTA Tour Championships | nehráno pro WTA Tour Championships |
| 2013 | nehráno pro WTA Tour Championships | nehráno pro WTA Tour Championships | nehráno pro WTA Tour Championships |
| 2014 | Caroline Wozniacká                 | Roberta Vinciová                   | 6–1, 6–1                           |
| 2015 | Lesja Curenková                    | Urszula Radwańská                  | 7–5, 6–1                           |
| 2016 | Çağla Büyükakçay                   | Danka Kovinićová                   | 3–6, 6–2, 6–3                      |
| 2017 | Elina Svitolinová                  | Elise Mertensová                   | 6–2, 6–4                           |
| 2018 | Pauline Parmentierová              | Polona Hercogová                   | 6–4, 3–6, 6–3                      |
| 2019 | Petra Martićová                    | Markéta Vondroušová                | 1–6, 6–4, 6–1                      |
| 2020 | Patricia Maria Țigová              | Eugenie Bouchardová                | 2–6, 6–1, 7–6(7–4)                 |
| 2021 | Sorana Cîrsteaová                  | Elise Mertensová                   | 6–1, 7–6(7–3)                      |
| 2022 | Anastasija Potapovová              | Veronika Kuděrmetovová             | 6–3, 6–1                           |

### Čtyřhra
| Rok  | vítězky                                    | finalistky                                     | výsledek                           |
| ---- | ------------------------------------------ | ---------------------------------------------- | ---------------------------------- |
| 2005 | Marta Marrerová Antonella Serra Zanettiová | Daniela Klemenschitsová Sandra Klemenschitsová | 6–4, 6–0                           |
| 2006 | Aljona Bondarenková Anastasia Jakimovová   | Sania Mirzaová Alicia Moliková                 | 6–2, 6–4                           |
| 2007 | Agnieszka Radwańská Urszula Radwańská      | Čan Jung-žan Sania Mirzaová                    | 6–1, 6–3                           |
| 2008 | Jill Craybasová Olga Govorcovová           | Marina Erakovicová Polona Hercogová            | 6–1, 6–2                           |
| 2009 | Lucie Hradecká Renata Voráčová             | Julia Görgesová Patty Schnyderová              | 2–6, 6–3, [12–10]                  |
| 2010 | Eleni Daniilidou Jasmin Wöhrová            | Marija Kondratěvová Vladimíra Uhlířová         | 6–4, 1–6, [11–9]                   |
| 2011 | nehráno pro WTA Tour Championships         | nehráno pro WTA Tour Championships             | nehráno pro WTA Tour Championships |
| 2012 | nehráno pro WTA Tour Championships         | nehráno pro WTA Tour Championships             | nehráno pro WTA Tour Championships |
| 2013 | nehráno pro WTA Tour Championships         | nehráno pro WTA Tour Championships             | nehráno pro WTA Tour Championships |
| 2014 | Misaki Doiová Elina Svitolinová            | Oxana Kalašnikovová Paula Kaniová              | 6–4, 6–0                           |
| 2015 | Darja Gavrilovová Elina Svitolinová (2)    | Çağla Büyükakçay Jelena Jankovićová            | 5–7, 6–1, [10–4]                   |
| 2016 | Andreea Mituová İpek Soyluová              | Xenia Knollová Danka Kovinićová                | bez boje                           |
| 2017 | Dalila Jakupovićová Nadija Kičenoková      | Nicole Melicharová Elise Mertensová            | 7–6(8–6), 6–2                      |
| 2018 | Liang Čchen Čang Šuaj                      | Xenia Knollová Anna Smithová                   | 6–4, 6–4                           |
| 2019 | Tímea Babosová Kristina Mladenovicová      | Alexa Guarachiová Sabrina Santamariová         | 6–1, 6–0                           |
| 2020 | Alexa Guarachiová Desirae Krawczyková      | Ellen Perezová Storm Sandersová                | 6–1, 6–3                           |
| 2021 | Veronika Kuděrmetovová Elise Mertensová    | Nao Hibinová Makoto Ninomijová                 | 6–1, 6–1                           |
| 2022 | Marie Bouzková Sara Sorribesová Tormová    | Natela Dzalamidzeová Kamilla Rachimovová       | 6–3, 6–4                           |